# Pardosa morosa
Pardosa morosa este o specie de păianjeni din genul Pardosa, familia Lycosidae. A fost descrisă pentru prima dată de L. Koch, 1870. Conform Catalogue of Life specia Pardosa morosa nu are subspecii cunoscute.